# إردينينتسوغت تسوغتجارغال
إردينينتسوغت تسوغتجارغال (مواليد 5 أكتوبر 1971) هو ملاكم منغولي، مثّل بلاده في الألعاب الأولمبية الصيفية 1992.

## روابط خارجية
إردينينتسوغت تسوغتجارغال على موقع أوليمبيديا (الإنجليزية)